# Philoliche bazinis
Philoliche bazinis är en tvåvingeart som först beskrevs av Surcouf 1922.  Philoliche bazinis ingår i släktet Philoliche och familjen bromsar. Inga underarter finns listade i Catalogue of Life.